# Vernon Duke

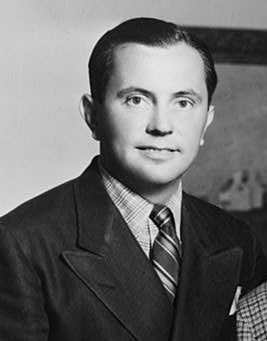
Vernon Duke

Vernon Duke (* 10. Oktober 1903 in Parafjanawa, heute Belarus; † 16. Januar 1969 in Santa Monica, geboren als russ. Владимир Александрович Дукельский, Wladimir Aleksandrowitsch Dukelski, engl. Transkription Vladimir Dukelsky;) war ein US-amerikanischer Komponist russischer Herkunft. Er schrieb sowohl klassische Musik als auch Musicals und Songs.

## Leben und Wirken
Die Familie Dukelski war teilweise adliger Herkunft und wohnte in Kiew; ab dem Alter von 11 Jahren besuchte er das dortige Konservatorium, wo er Komposition bei Reinhold Glière und Musiktheorie bei Boleslaw Jaworski studierte. 1919 emigrierte die Familie aus dem Land, das vom russischen Bürgerkrieg erschüttert war, zunächst nach Istanbul und dann 1921 nach New York City. Dort lernte er 1922 George Gershwin kennen, der ihn überzeugte, seinen Namen zu amerikanisieren und sich Vernon Duke zu nennen. Vernon Dukes erste Songs entstanden im gleichen Jahr; er schrieb aber weiterhin unter dem Namen Vladimir Dukelsky Kunstmusik. 1924 ging er nach Paris, wo ihn Serge Diaghilev beauftragte, ein Ballett zu komponieren: Zéphyr et Flora wurde 1925 vom Ballets Russes aufgeführt mit einer Choreografie von Léonide Massine und einem Bühnenbild von Georges Braque; es erhielt gute Kritiken. Sergei Prokofiev betonte in einem Überblick die anspruchsvollen Melodien, sehr gut entworfen, harmonisch schön und nicht zu modernistisch. Prokofiev war vom Talent des Jüngeren beeindruckt; die beiden Komponisten wurden Freunde, sahen sich lange Zeit regelmäßig und korrespondierten bis 1946 (als Prokofiev den Kontakt aus politischen Gründen abbrechen musste). 1928 wurde die erste Symphonie Dukelskys von Sergei Alexandrowitsch Kussewizki und seinem Orchester in Paris aufgeführt.
In den späten 1920ern schrieb er in London Lieder für englische Musicals und Revuen, etwa für das Musical „The Yellow Mask“, das auf einem Skript von Edgar Wallace beruhte. 1929 kehrte er in die USA zurück. Gleich sein erstes Broadway-Musical, „Walk a Little Faster“, wurde 1932 ein Erfolg. Es enthielt das Stück „April in Paris“, das ein Welthit und später ein Jazzstandard wurde; weitere Hits und Standards wie „Autumn in New York“ (1934), „I Can’t Get Started“ (1936) oder „Taking A Chance On Love“ folgten. Vernon Duke arbeitete dabei mit Textdichtern wie Ira Gershwin oder Yip Harburg zusammen. Zugleich veröffentlichte er unter seinem Geburtsnamen Dukelsky aber auch weiterhin neue Musik klassischer Prägung, etwa das Oratorium The End of St. Petersburg oder das vom Boston Symphony Orchestra unter Kussewizki uraufgeführte Klavierkonzert Dédicaces. 1937 vollendete er Gershwins Filmmusik zu The Goldwyn Follies. Die amerikanische Staatsbürgerschaft erwarb er 1939. 1940 hatte er seinen größten Erfolg mit dem Broadway-Musical Cabin in the Sky.
Für das Musical „Two's Company“ arbeitete er 1952 mit Ogden Nash und Sammy Cahn zusammen. 1955 legte er seinen Geburtsnamen vollständig ab und komponierte seither auch im Bereich der klassischen Musik als „Vernon Duke“; im gleichen Jahr veröffentlichte er seine Autobiographie Passport to Paris. 1957 heiratete er die Sängerin Kay McCracken. 1962 legte er einen Band mit Gedichten in russischer Sprache vor.